# Gran Ducado de las Islas Lagoan

Bandera de la Gran Ducado de las Islas Lagoan

Las Islas Lagoan es una micronación con sede en Gran Bretaña. Fue creado en 2005 por el profesor de la escuela Louis Harold Robert Stephens ("el Gran Duque Luis", nacido el 1985) como un proyecto de clase, y reclama como su territorio Baffins Pond, cerca de Portsmouth, junto con las tres pequeñas islas situadas en el estanque. Sin embargo, el Gran Ducado no tiene una presencia física, o ejercer autoridad sobre la zona, y sus operaciones se limitan en gran medida a Internet.

## Historia
Los registros de Baffins (incluyendo el estanque) se remontan a 1194. Desde entonces ha cambiado de manos varias veces. En el siglo XIX fue utilizado por los agricultores locales, y en 1912 se convirtió en un parque público. En 1938 se salvó de la demolición, y vendido a la ciudad de Portsmouth. Stephens establecido Ducado putativo de la demanda de la Grand a las islas del lago el 16 de agosto de 2005, después de notar que no se menciona específicamente en el contrato de venta de terrenos 1938. Posteriormente, envió una carta anunciando su pretensión de consejo de Portsmouth, y lanzó una serie de billetes con un tema ornitológico.
A partir de septiembre de 2009, el estado del Gran Ducado no está claro, ya que su página web no ha sido actualizado desde enero de 2007.
En 2019 una micronación diferente, llamada Reino de las Islas Unidas de Colibar, reclamó para sí el territorio de las Islas Lagoan. De acuerdo a quienes impulsan esta micronación, tomaron el territorio por conquista, y su acción nunca fue reclamada por el Gran Duque Luis de Lagoan.
Colibar mantiene una página web activa en 2021.